# Хімічний склад річкових вод Приазов'я
Хімічний склад річкових вод басейну Приазов'я — вміст розчинених у річкових водах Приазов'я хімічних речовин — основних (головних) іонів, біогенних речовин, мікроелементів, значення мінералізації та твердості води. Річки Приазов'я впадають в Азовське море, р. Молочна — в Молочний лиман Азовського моря.

## Умови формування хімічного складу річкових вод басейну
За характером природних умов у Приазов'ї вирізняють: 1) північно-східну частину, куди входять верхня половина басейну Кальміусу, верхні дві третини басейну Міуса (з Кринкою) і верхня половина басейну Мокрого Єланчика; 2) південну частину, яка охоплює басейн середньої частини р. Кальміус (з р. Кальчик), басейни річок Берда, Обитічна, Лозуватка, Корсак та верхніх приток р. Молочна; 3) південно-західну частину, яка охоплює басейни Молочної, річки Присивашшя та їх лимани, а також передгирлові ділянки всіх річок Приазов'я.
У північно-східній частині Приазов'я, розташованій на південно-східній околиці Донбасу. Формування хімічного складу річкових вод відбувається за умов змінного і недостатнього зволоження. У напрямку на південь та південний захід збільшується ступінь засолення чорноземних ґрунтів водорозчинними солями, головним чином сульфатами кальцію і натрію, менше — хлоридом натрію. Річкові води тут за складом гідрокарбонатні та сульфатні з переважанням кальцію та натрію.
У південній частині Приазов'я, розташованій на схилах Приазовської височини формування річкових вод відбувається в умовах недостатнього зволоження і посушливого клімату під впливом більш засолених сульфатами і хлоридами ґрунтів і порід. Річкові води тут зазвичай сульфатно-натрієві високої мінералізації.
У південно-західній частині Приазов'я, розташованій на рівнині, формування хімічного складу річкових вод відбувається в умовах посушливого клімату, де сформувалися південні чорноземи, темно-каштанові та каштанові солонцюваті ґрунти в комплексі з солонцями, які значно засолені сульфатами і хлоридами натрію. Річкові води високомінералізовані, за складом хлоридно-сульфатно-натрієві.

## Гідрохімічний режим
За узагальненими багаторічними даними гідрохімічного моніторингу гідрометслужби України гідрохімічний режим річок Приазов'я залежить від гідрологічного режиму, умов живлення річок, природних умов на водозборі.
Внаслідок танення снігу під час зимових відлиг, а також ранньою весною в річки і тимчасові водотоки надходять переважно слабомінералізовані поверхнево-схилові води, що стікають по замерзлому ґрунту.
Під час весняної повені річкові води верхів'їв річок Міус, Кальміус і Мокрий Єланчик за іонним складом належать до змішаного гідрокарбонатно-сульфатного класу групи кальцію з мінералізацією 300—500 мг/дм³ і твердістю води 3-5 ммоль/дм³.
У цей час на півдні через нестійке промерзання ґрунту в річки надходять ґрунтові води, які підвищують мінералізацію річкових вод до 500—1000 мг/дм³ і надають їм більш вираженого сульфатного характеру.
У південно-західній частині така ж ситуація, як у південній, тільки ґрунтові вод більш мінералізовані. Мінералізація річкових вод у цей час у річках Лозуватка, Корсак та нижній течії р. Молочна коливається в межах 1000—1500 мг/дм³, твердість води — 11-17 ммоль/дм³. Вода належить до сульфатного класу групи кальцію чи натрію.
1. Середні багаторічні концентраціїосновних іонів та мінералізація річкових вод у моніторингових створах річок Приазов'я, мг/дм³
| Річка — пункт, сезон    | Ca2+  | Mg2+  | Na+K+ | HCO− 3 | SO2− 4 | Cl−   | Мінералізація води |
| ----------------------- | ----- | ----- | ----- | ------ | ------ | ----- | ------------------ |
| Весняна повінь          |       |       |       |        |        |       |                    |
| Молочна — м. Токмак     | 326,5 | 154,7 | 323,8 | 313,8  | 1373,4 | 307,9 | 2800               |
| Обитічна — м. Приморськ | 501,5 | 202,5 | 257,5 | 254,2  | 1631,5 | 482,5 | 3330               |
| Кальчик — м. Маріуполь  | 288,4 | 81,8  | 467,8 | 211,8  | 1187,4 | 476,4 | 2714               |
| Літньо-осіння межень    |       |       |       |        |        |       |                    |
| Молочна — м. Токмак     | 301,1 | 146,1 | 307,5 | 267,7  | 1213,5 | 321,4 | 2557               |
| Обитічна — м. Приморськ | 492,6 | 204   | 281,6 | 251    | 1956,6 | 666,6 | 3852               |
| Кальчик — м. Маріуполь  | 271,8 | 80,7  | 494,6 | 199    | 1243,6 | 557,4 | 2847               |
| Зимова межень           |       |       |       |        |        |       |                    |
| Молочна — м. Токмак     | 349,6 | 156,2 | 295,7 | 369,4  | 1115,1 | 328   | 2614               |
| Обитічна — м. Приморськ | 509,2 | 244,3 | 250,1 | 352,4  | 2289   | 696,2 | 4341               |
| Кальчик — м. Маріуполь  | 299,3 | 78,6  | 568,9 | 207,4  | 1280   | 586,9 | 3021               |

Руслові води, що формуються під час весняної повені і зимових паводків, які бувають під час відлиг, коли сходить сніговий покрив, через їхню низьку і помірну мінералізацію часто акумулюються у водосховищах і ставках для господарського використання.
Під час літньо-осінньої та зимової межені річки Приазов'я живляться лише підземними водами, в основному, безнапірними, а також напірними, в меншій мірі — ґрунтовими водами. Стік у меженний період формується переважно за рахунок високомінералізованих вод сульфатного класу, а на півдні — сульфатно-хлоридного. В цей період найбільш чітко проявляється гідрохімічна зональність річкових вод Приазов'я.
У північно-східній частині, у верхніх течіях річок Міус, Кальміус і Мокрий Єланчик води належать до сульфатного класу групи натрію, мають мінералізацію 1500—2000 мг/дм³ і твердість води 11-20 ммоль/дм³.
У південній частині, у середній і нижній течіях річок Міус, Кальміус, Мокрий Єланчик а також Кальчик, Берда та Обитічна, у верхній та середній течіях р. Молочна мінералізація руслових вод коливається в межах 2000-4000 мг/дм³, твердість води — 15-30 ммоль/дм³, вода належить до сульфатного класу групи кальцію-натрію.
У південно-західній частині, в річках Лозуватка, Корсак та нижній течії р. Молочна мінералізація води досягає 6000 мг/дм³, твердість води — 25-60 ммоль/дм³.
2. Середні багаторічні концентрації біогенних речовин — загального заліза (Fe), мінерального фосфору (P), кремнію (Si), сполук азоту (NO−
3, NO−
2, NH+
4), мг/дм³ та значення біхроматної окиснюваності (БО, мг О/дм³) у річкових водах за моніторинговими створами річок Приазов'я
| Річка — пункт, сезон    | Fe   | P     | Si  | NO− 3 | NO− 2 | NH+ 4 | БО   |
| ----------------------- | ---- | ----- | --- | ----- | ----- | ----- | ---- |
| Весняна повінь          |      |       |     |       |       |       |      |
| Молочна — м. Токмак     | 0,03 | 0,021 | 3,4 | 0,331 | 0,069 | 2,106 | 19,8 |
| Обитічна — м. Приморськ | 0,10 | 0,038 | 2,3 | 0,529 | 0,022 | 0,499 | 56,4 |
| Кальчик — м. Маріуполь  | 0,07 | 0,025 | 2,5 | 0,614 | 0,087 | 0,484 | 28,3 |
| Літньо-осіння межень    |      |       |     |       |       |       |      |
| Молочна — м. Токмак     | 0,07 | 0,023 | 3,8 | 0,440 | 0,013 | 0,340 | 37,7 |
| Обитічна — м. Приморськ | 0,07 | 0,039 | 2,9 | 0,440 | 0,022 | 0,260 | 41,4 |
| Кальчик — м. Маріуполь  | 0,03 | 0,021 | 3,3 | 0,620 | 0,098 | 0,620 | 38,0 |
| Зимова межень           |      |       |     |       |       |       |      |
| Молочна — м. Токмак     | 0,08 | 0,015 | 4,5 | 1,173 | 0,051 | 1,716 | 24   |
| Обитічна — м. Приморськ | 0,02 | 0,035 | 3,1 | 0,656 | 0,042 | 0,226 | 32,6 |
| Кальчик — м. Маріуполь  | 0,07 | 0,025 | 2,8 | 0,538 | 0,075 | 0,523 | 30,7 |

Таким чином, вміст основних іонів, біогенних органічних речовин, важких металів у воді річок Приазов'я в значній мірі залежить від специфічних природних чинників (див. табл. 1-3). У річках Приазов'я спостерігається незадовільна якість води за рахунок природних чинників — перевищення мінералізації та твердості води для прісних вод та ГДК для джерел питного водопостачання. В індустріальних районах на хімічний склад та якість води мають вплив промислові стічні води, зумовлюючи забруднення річкових вод (як, наприклад р. Кальміус відчуває вплив м. Маріуполя).
3. Середні багаторічні концентрації важких металів (міді — Cu, цинку — Zn та хрому — Cr) у річкових водах за моніторинговими створами річок Приазов'я, мкг/дм³ 
| Річка — пункт, сезон    | Cu   | Zn   | Cr   |
| ----------------------- | ---- | ---- | ---- |
| Весняна повінь          |      |      |      |
| Молочна — м. Токмак     | 5    | 5    | 46   |
| Обитічна — м. Приморськ | 14   | 9    | 16   |
| Кальчик — м. Маріуполь  | 4    | 3    | 14,5 |
| Літньо-осіння межень    |      |      |      |
| Молочна — м. Токмак     | 4,2  | 8,5  | 14   |
| Обитічна — м. Приморськ | 36   | 37   | 11   |
| Кальчик — м. Маріуполь  | 2    | 7    | 9    |
| Зимова межень           |      |      |      |
| Молочна — м. Токмак     | 11   | 0    | 19   |
| Обитічна — м. Приморськ | 11,5 | 23,5 | 5,5  |
| Кальчик — м. Маріуполь  | -*   | -    | 15   |

Примітка: * — компонент не визначався.